# Ernst Droem
Ernst Droem (* bürgerlich als Adolf Weigel am 30. Mai 1880 in Braunschweig; † Januar 1947 in München) war ein deutscher Schriftsteller und Dichter.

## Leben
Adolf Weigel wurde 1880 in Braunschweig geboren. Sein Jugendfreund, der bekannte deutsche Geschichtsphilosoph und Kulturhistoriker Oswald Spengler (1880–1936), brachte ihn mit dem Münchner Verlag C.H.Beck in Kontakt. Dieser war von den lyrischen Werken Weigels sehr angetan und so erschien im Jahr 1920 der erste Gedichtband Gesänge unter dem Pseudonym Ernst Droem beim Verlag C.H.Beck. Die Gedichte aus dem nächsten Band Ex Tenebris von Droem, der bei Beck ein Jahr später veröffentlicht wurde, entstanden bereits um die Jahrhundertwende und wurden um 1910 erstmals überarbeitet. 1922 publizierte der Verlag dann einen weiteren Band mit Gedichten unter dem Titel Guter Mond. Anschließend sollte es über zehn weitere Jahre dauern, bis ein letzter Lyrikband von Droem herauskam. Kurz vor der Machtergreifung der Nationalsozialisten erschien der vierte Gedichtband mit dem Titel Ewiges Eleusis, danach erhielt der Mystiker und Schriftsteller Ernst Droem, wie so viele andere Literaten seiner Zeit, nach 1933 Publikationsverbot.
Droem verstarb im Januar 1947 im Alter von 66 Jahren in München.

## Schriften (Auswahl)

### Einzelbände
- „Gesänge“, (Gedichte), Verlag C.H.Beck, München, 1920
- „Ex Tenebris“, (Gedichte), Verlag C.H.Beck, München, 1921
- „Guter Mond“, (Gedichte), Verlag C.H.Beck, München, 1922
- „Ewiges Eleusis“, (Gedichte), Verlag C.H.Beck, München, 1933